# ميسيل بينيا راميريز
ميسيل بينيا راميريز (بالإنجليزية: Angel Peña Ramírez)‏ هو سياسي أمريكي، ولد في 13 أبريل 1978 في الولايات المتحدة. حزبياً، نشط في الحزب التقدمي الجديد.